# Axel Lindahl (voetballer)
Karl Axel Lindahl (4 april 1995) is een Zweeds voetballer die uitkomt voor BK Häcken. 

## Carrière
Lindahl begon met voetballen bij Lidköpings IF. Bij deze club debuteerde hij in de Division 4 in 2011. De club ging later op in Lidköpings FK. Tussen 2013 en 2015 speelde Lindahl voor die club in de Division 3 en Division 2.
In maart 2016 maakte hij een transfer naar Oskarshamns AIK, waar Lindahl voor twee jaar tekende. Anderhalf jaar later maakte hij de overstap naar Jönköpings Södra IF. Op 23 mei 2018 debuteerde hij in de Superettan tijdens de wedstrijd tegen Degerfors IF (2-2).
Niet wetende dat hij een half jaar later zelf onder contract zou staan bij Degerfors. Met deze club promoveerde hij in 2020 naar de Allsvenskan.
Lindahl maakte de stap naar het hoogste niveau zelf niet mee, omdat hij de overstap maakte naar het Noorse Bodø/Glimt. Vanwege een gebrek aan speeltijd keerde hij na een half jaar echter op huurbasis terug naar Degerfors. Op 15 augustus 2021 maakte hij zijn debuut op het hoogste niveau in Zweden. Hij viel in de 78ste minuut in tijdens de met 3-0 gewonnen wedstrijd tegen BK Häcken.
Na de huurperiode keerde Lindahl niet terug bij Bodø/Glimt, maar bleef hij actief in Zweden, waar hij een contract tekende bij Kalmar FF. Lindahl werd in het eerste deel van het seizoen 2024 verhuurd aan BK Häcken. De huurovereenkomst werd na een half jaar omgezet in een definitieve overstap.